# Columbus Circle

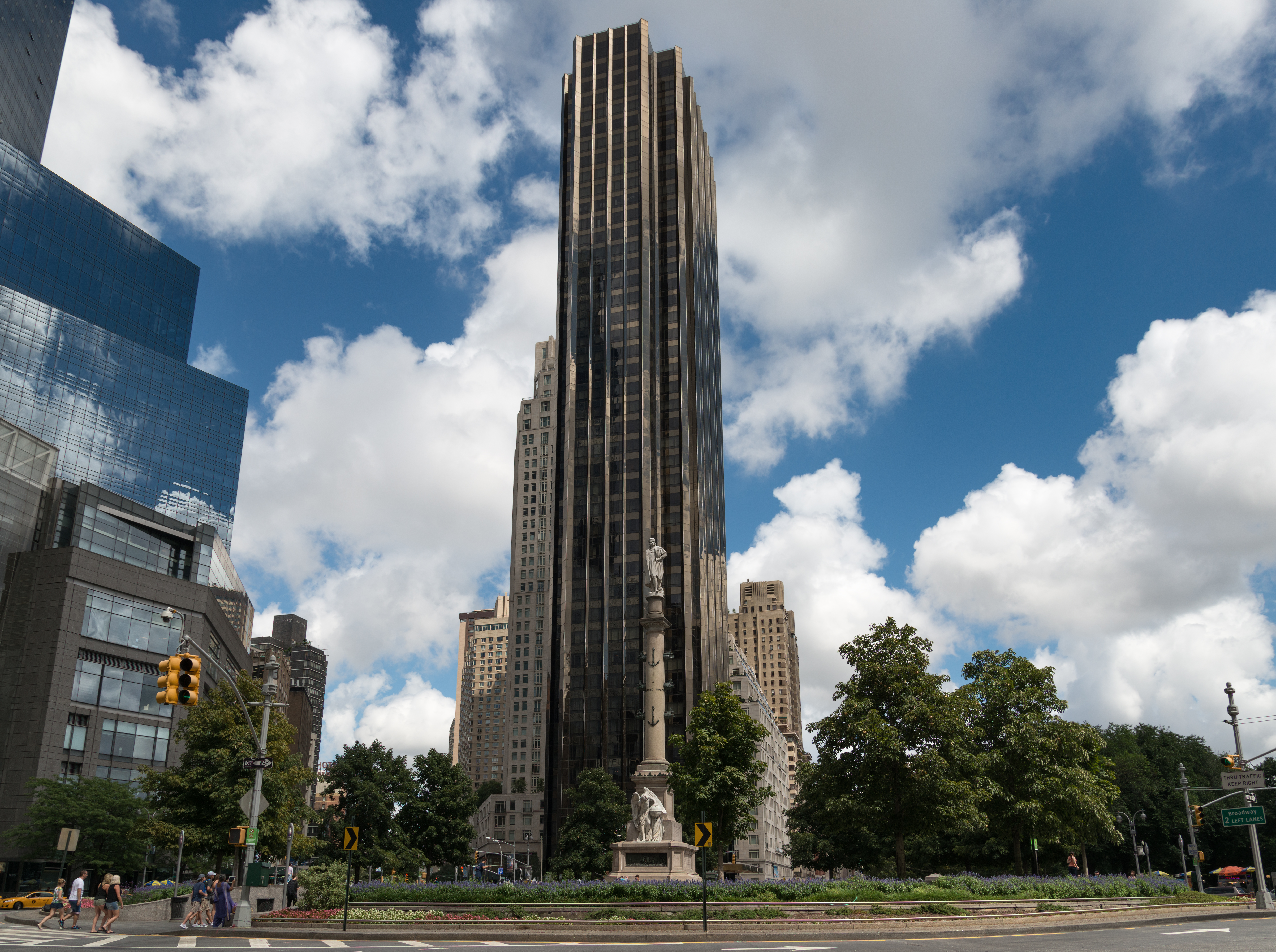
Columbus Circle. A la izquierda se encuentra el centro comercial Time Warner Center.

Columbus Circle (español: Círculo de Colón) es uno de los principales lugares de interés de Nueva York.
Se sitúa en la intersección de Broadway, Central Park West, Central Park South y de la Octava Avenida, en el ángulo suroeste de Central Park. La plaza fue bautizada en honor del explorador Cristóbal Colón. En el centro es una estatua monumental de Colón.
Time Warner Center, la sede del conglomerado de medios de comunicación Time Warner, se encuentra en la parte oeste de Columbus Circle, en el emplazamiento del antiguo New York Coliseum. En la parte norte de Columbus Circle se encuentra el Trump International Hotel and Tower, y en la parte noreste el Merchant's Gate to Central Park.

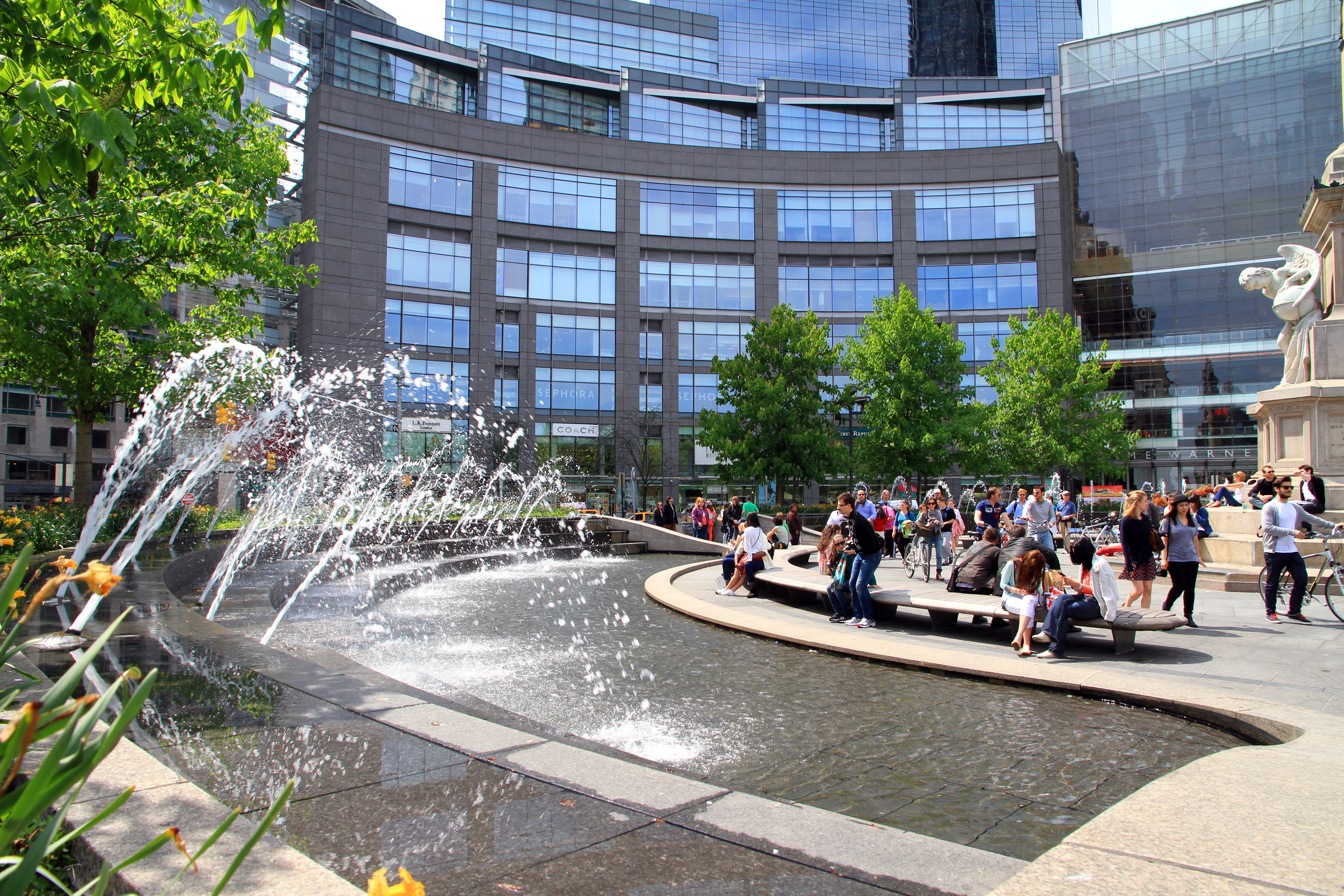
Fuente de Columbus Circle

En el radio de un kilómetro de Columbus Circus se encuentran el Lincoln Center, el Museo Americano de Historia Natural, el Plaza Hotel cerca de Grand Army Plaza y Times Square. Al sur de Columbus Circle se encuentran los barrios de Hell's Kitchen y de Midtown y al norte el barrio de Upper West Side.

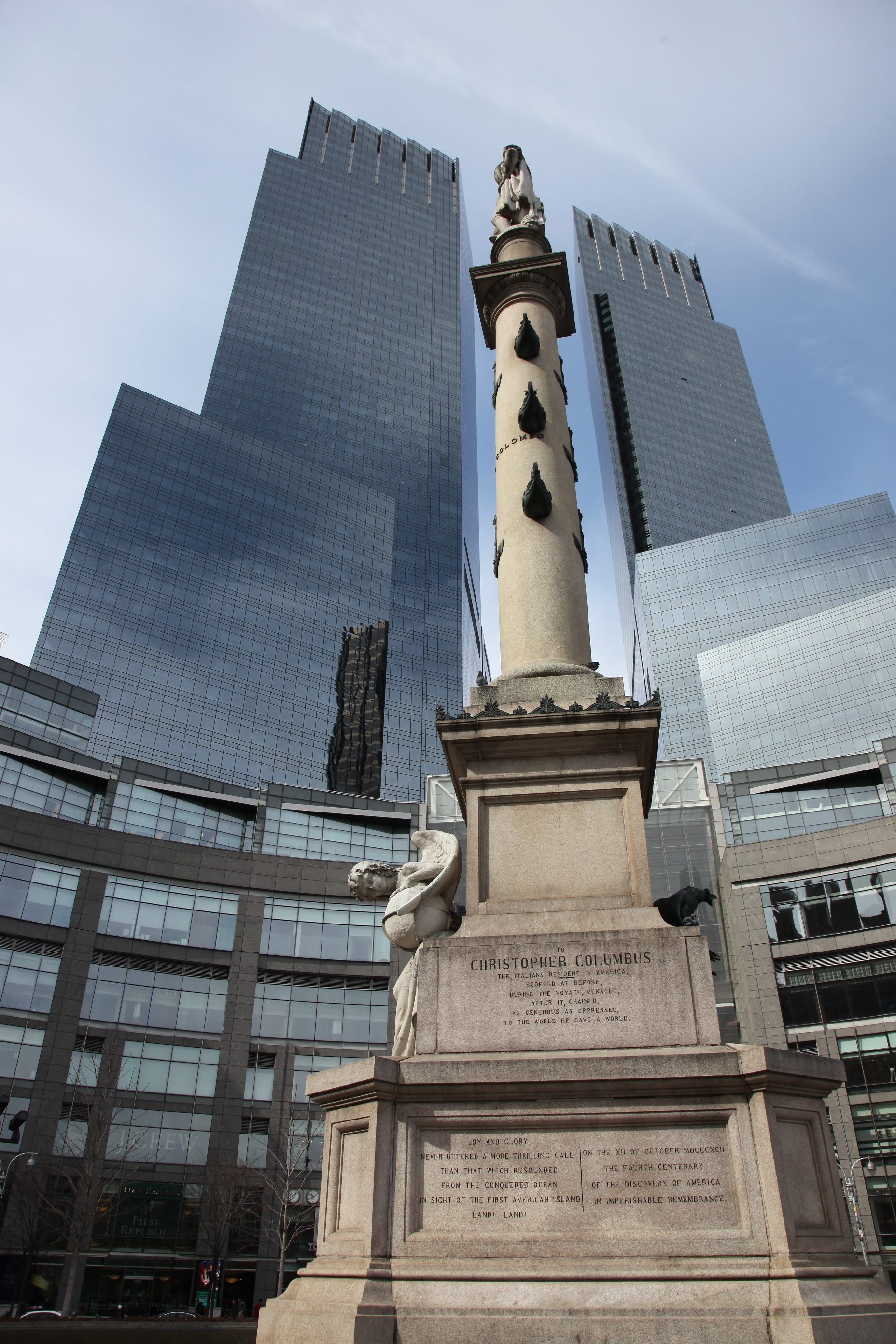
La estatua de Cristóbal Colón con el edificio Time Warner Center al fondo.
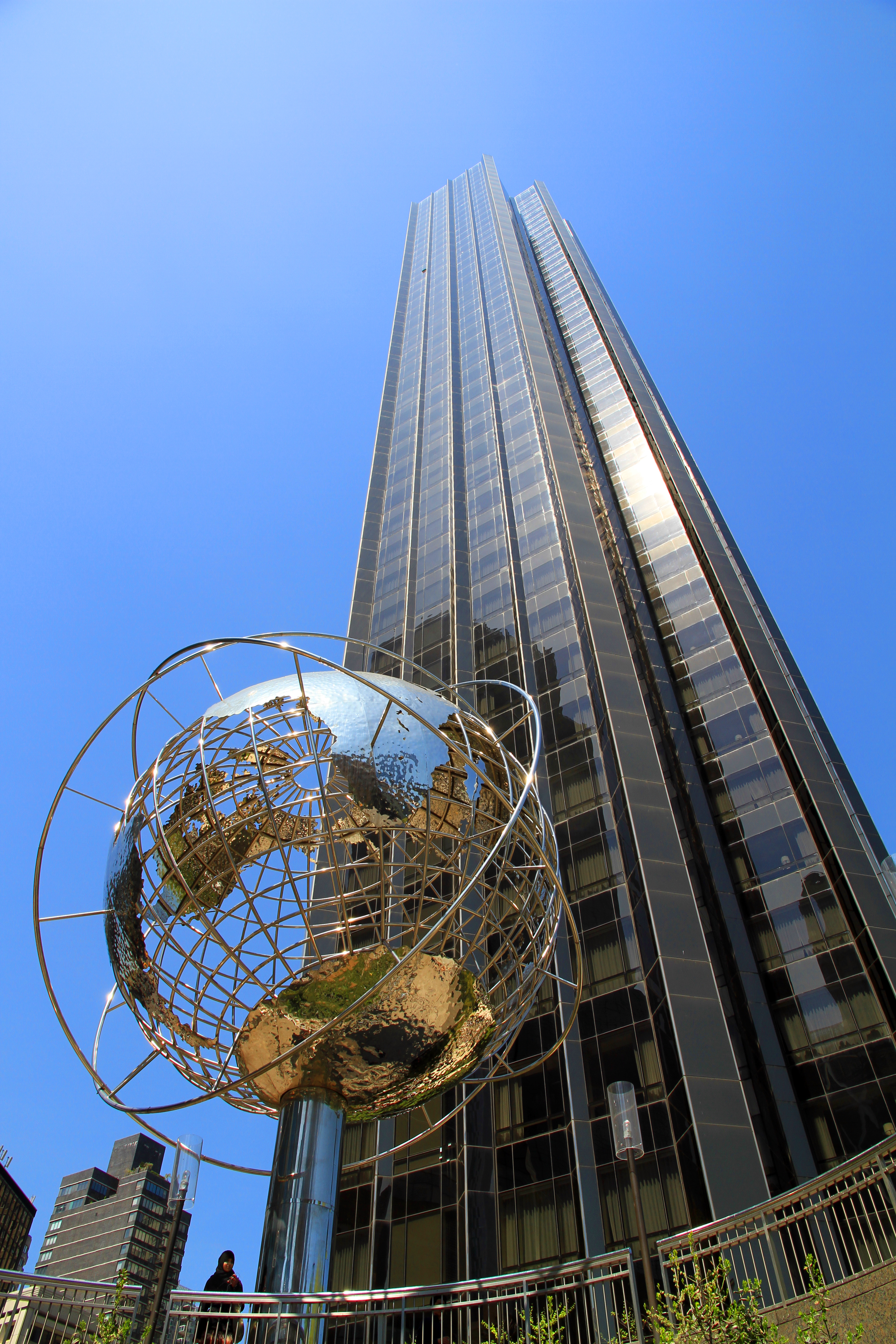
Trump International Hotel and Tower